# Caso genitivo
O caso genitivo é um caso gramatical que indica uma relação, principalmente de posse, entre o nome no caso genitivo e outro nome. Em um sentido mais geral, pode-se pensar esta relação de genitivo como uma coisa que pertence a algo, que é criada a partir de algo, ou de outra maneira derivando de alguma outra coisa. (A relação é normalmente expressa pela preposição de em português.) Já o termo caso possessivo refere-se a um caso semelhante, embora normalmente de uso mais restrito.
Diversos idiomas têm um caso genitivo, entre os quais o protoindo-europeu, o finlandês, o latim, o inglês, o servo-croata, o irlandês, o georgiano, o grego, o alemão, o neerlandês, o polonês, o eslovaco, o esloveno, o croata, o russo, o japonês e o sânscrito. O romeno é a única língua neolatina que ainda faz uso deste caso gramatical.